# Regiunea Diourbel
Regiunea Diourbel este o unitate administrativă de gradul I a Senegalului. Reședința sa este orașul Diourbel.